# Jim J. Bullock
Pour les articles homonymes, voir Bullock.
Jim J. Bullock est un acteur américain, né le 9 février 1955 à Casper (Wyoming).

## Biographie
Bullock est né à Casper, dans le Wyoming, et a grandi à Odessa, au Texas. Il a été élevé a été élevé dans la foi chrétienne baptiste. Dans sa jeunesse, il avait prévu devenir pasteur. Il a reçu une bourse de musique pour étudier à l'Oklahoma Baptist University à Shawnee, mais a quitté l'école sans avoir obtenu son diplôme.

### Carrière
Dans les années 1980, il a joué dans la sitcom Too Close for Comfort dans le rôle de Monroe Ficus et a été un invité régulier du jeu télévisé Hollywood Squares de John Davidson .
En 1996, il a brièvement animé  le Jim J. and Tammy Faye Show  avec l'ex-télévangéliste Tammy Faye Messner, mais Messner a quitté le programme quelques mois plus tard en raison d'un diagnostic de cancer. Bullock a continué avec une nouvelle co-animatrice, Ann Abernathy, et l'émission est devenue The Jim J. and Ann Show .

## Filmographie
- Chacun chez soi : Monro Ficus
- Alf : Neal Tanner
- Ned ou Comment survivre aux études : M.. Moneroe
- La folle histoire de l'espace de Mel Brooks : Prince Valium